# 开心乐园餐

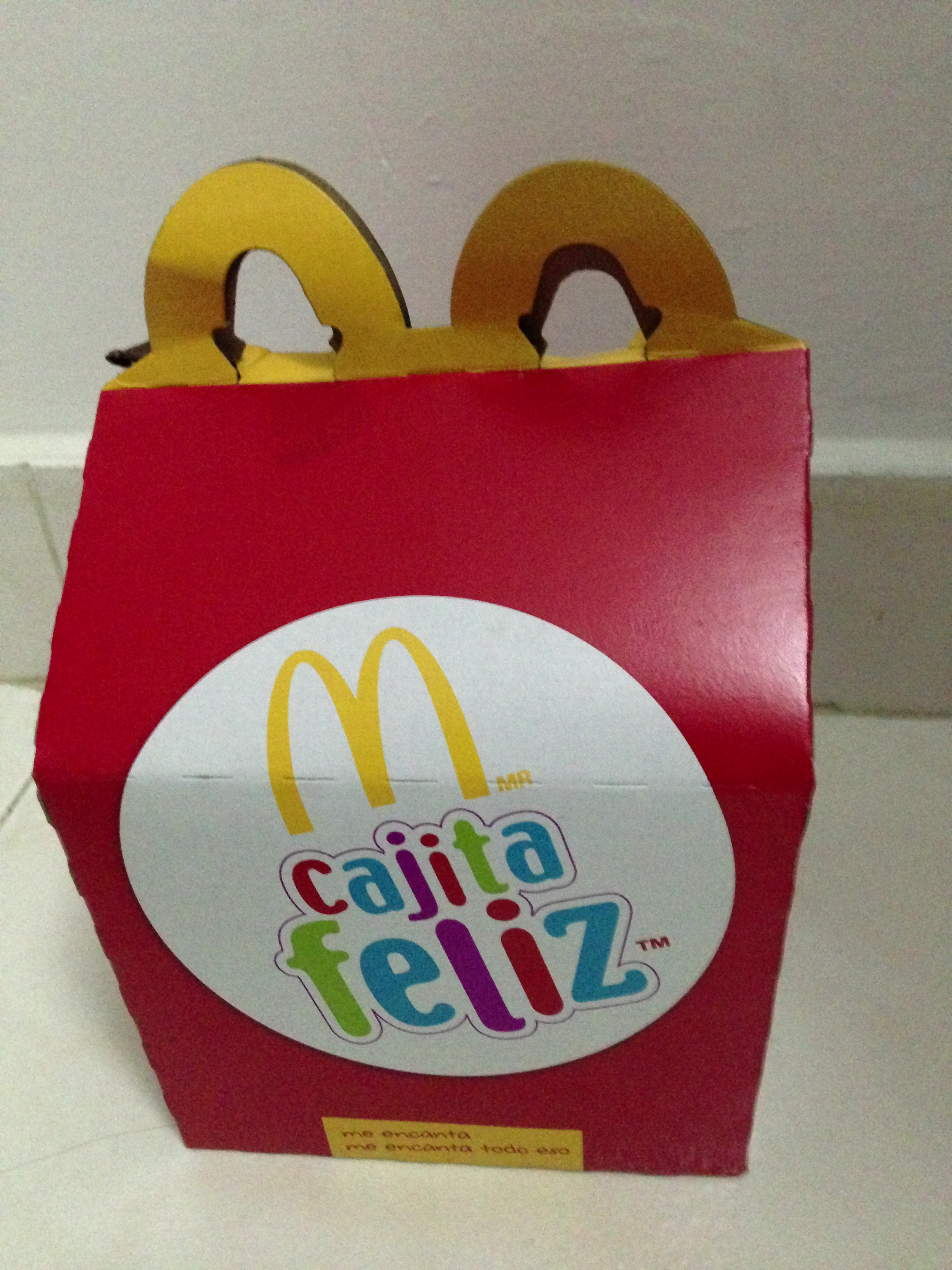
麦当劳开心乐园餐提盒

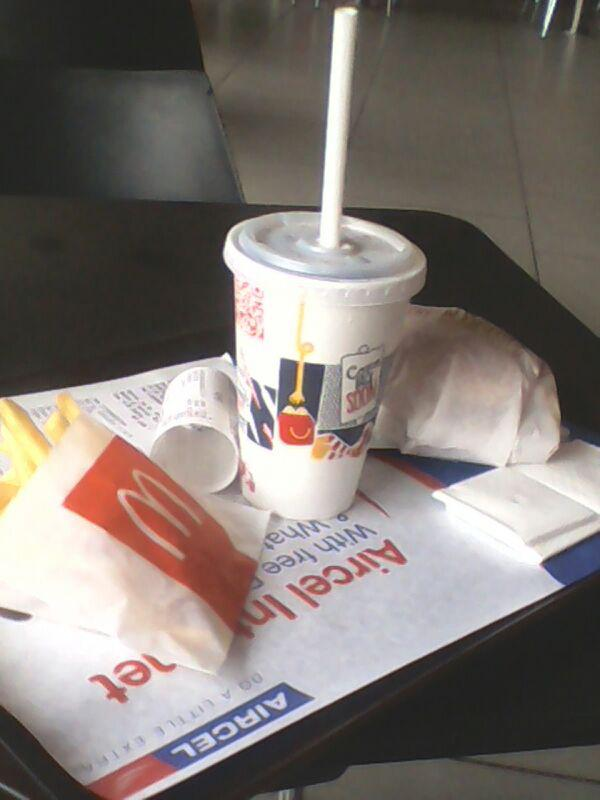
麦当劳开心乐园餐

，於1979年6月在美國首次推出，是麥當勞餐廳以兒童為對象推出的一款套餐，通常隨餐附送一款玩具。

## 主題
通常情況下，開心樂園餐以家庭電影為主題。第一個這樣的推廣是以星空奇遇記為主題。在1992年，麥當勞以蝙蝠俠再戰風雲作為開心樂園餐的主題，但被家長投訴該電影不適合兒童。

## 主要餐點
開心樂園餐主要包含主菜（通常是一個漢堡）、小食（通常是炸薯條或蘋果片，香港為玉米杯）和飲料（牛奶、果汁或汽水）。在一些國家，消費者有更多的選擇，如烤奶酪三明治，或更“健康”的食物，如蘋果、沙拉、麵食等。

## 起源
在1970年代中期，約蘭達·費爾南德斯·科菲尼奥開始與丈夫在危地馬拉的麥當勞工作。她創造了“羅納德菜單”，提供一個漢堡包、小薯條和雪糕新地，給母親買給自己的孩子。她的概念引來芝加哥麥當勞的管理層的注意。最後，公司的高層鮑勃·伯恩斯坦想出了開心樂園餐。

## 玩具被禁風波
開心樂園餐通常會附送一款玩具或其他物品。
2010年11月2日，三藩市監事會通過一項法律，要求在餐館銷售的兒童餐必須增加套餐蔬果比例，才可以出售玩具，以減少引發兒童肥胖。麥當勞為了避開禁令，規定玩具收費為10美分。
智利也有法律規定餐館的垃圾食品出售給兒童時不應給予免費的玩具，因此，智利的開心樂園餐不再贈送玩具。
台灣也因相關規定推出一口咬麥麥雞、陽光鱈魚堡、和青蔬烤雞堡等菜色。